# Durack (rivier)
De Durack is een rivier in de regio Kimberley in West-Australië.

## Geschiedenis
De oorspronkelijke bewoners van het stroomgebied van de Durack zijn de Kitja, Ola en Wilawila Aborigines.
De Durack werd in 1882 door landmeter en geoloog John Pentecost vernoemd naar de leider van de expeditie waarvan hij lid was. Michael 'Stumpy' Durack was de eerste Europeaan die de rivier overstak.

## Geografie
De rivier ontspringt in het Durack-gebergte en stroomt dan noordwaarts tot Mount Dorothy waarna de rivier in noordoostelijke richting verder stroomt. De Durack mondt 50 kilometer ten zuidwesten van Wyndham uit in de westelijke arm van de golf van Cambridge en zo in de Timorzee. De rivier wordt gevoed door veertien waterlopen:
- Wood River (358m)
- Three Mile Creek (349m)
- Coles Creek (339m)
- Jerry Creek (326m)
- Karunjie Creek (314m)
- Lambo Creek (302m)
- Royston Creek (294m)
- Chapman River (293m)
- Tommy Creek (280m)
- Ellenbrae Creek (277m)
- Bamboo Creek (224m)
- Nyia Creek (66m)
- Koolawerii Creek (18m)
- Wilson Creek (3m)

De rivier stroomt door de Home Valley, Ellenbrae, Durack River, El Questro en Pentecost Downs stations en kruist de Gibb River Road. De benedenrivier van de Durack klieft zich door de zandstenen ondergrond en vormt zo een diepe kloof met steile kliffen aan de buitenkant van de rivierbochten.

## Fauna en flora
Niet heel veel is bekend over de fauna en flora in en rond de Durack. Langs de oevers staan 'paperbacks' (Melaleuca leucodendra), schroefpalmen en eucalyptusbomen. Significante maar geïsoleerde populaties van het purperkruinelfje leven in het stroomgebied van de Durack. Australiës meest voorkomende zoetwatervis, de Leiopotherapon unicolor, is ook aanwezig in de Durack. De Neosilurus hyrtlii, de Hephaestus jenkinsi, de Melanotaenia australis en de Glossogobius giuris komen ook vrij veel voor volgens een onderzoek uitgevoerd in 2014.